# Nikoleta Stefanova
Nikoleta Stefanova (Teteven (Lovetsj), 22 april 1984) is een in Bulgarije geboren tafeltennisspeelster die al haar gehele internationale sportcarrière uitkomt voor Italië. Ze bereikte in 2007 de finale van de Europese Top-12 en zowel in 2008 als 2009 samen met Wenling Tan-Monfardini die in het vrouwendubbel van de Europese kampioenschappen, maar verloor ze alle drie. Ze won in 2003 al wel de EK-titel voor nationale teams, door met de Italiaanse selectie het toernooi voor vrouwenploegen te winnen.
De linkshandige Stefanova bereikte in maart 2007 haar hoogste positie op de ITTF-wereldranglijst, toen ze 23e stond.

## Sportieve loopbaan
Stefanova debuteerde in 2000 in het internationale (senioren)circuit, toen ze zowel meedeed aan de wereldkampioenschappen in Kuala Lumpur met de Italiaanse vrouwenploeg, als haar eerste toernooi op de ITTF Pro Tour speelde tijdens het Kroatië Open. Ze was ook al aanwezig op het WK 1999 in Eindhoven, maar kwam daarop niet in actie. Op de Pro Tour boekte ze haar eerste toernooizege op het Servië Open 2006, waar ze met Tan-Monfardini het dubbelspel won.
Stefanova nam voor het eerst deel aan een EK in Courmayeur 2003. Daar haalde ze de halve finale in het enkelspel en werd ze Europees kampioen met de nationale vrouwenploeg, samen met Wenling Tan-Monfardini en Laura Negrisoli. Op de Europese kampioenschappen van Aarhus 2005, Belgrado 2007 en Sint-Petersburg 2008 nam ze telkens alleen deel aan het dubbelspel voor vrouwen. De eerste twee keer bereikte ze daarin de halve finale, maar in Rusland plaatste ze zich samen met Tan-Monfardini dan toch voor een EK-finale in deze discipline. Daarin bleken de verliezend finalistes van het jaar daarvoor, Georgina Pota en Krisztina Tóth, alleen een te grote hindernis naar het goud.
Stefanova plaatste zich in 2006 en 2007 voor de Europese Top-12. De eerste keer stond ze met een vijfde plaats net naast het podium, maar het jaar erop stootte ze in het Italiaanse Arezzo door tot in de finale. Daarin voorkwam de Nederlandse Li Jiao dat Stefanova het prestigieuze naam in eigen land op haar naam schreef.
Stefanova vertegenwoordigde Italië op de Olympische Spelen van 2004 en 2008. Beide keren kwam ze in het enkelspel tot de laatste 64. Bij haar eerste deelname, speelde ze ook mee in het dubbelspeltoernooi, waarin ze tot de laatste zestien kwam. In competitieverband speelde ze onder meer voor het Italiaanse Sterilgarda TT Castel Goffredo, waarmee ze in 2006 en 2007 de European Champions League won en in 2003, 2004, 2005, 2006, 2007 en 2008 landskampioen werd. De Italiaanse werd van 2001 tot en met 2006 ieder jaar nationaal kampioen enkelspel.